# NGC 6495
NGC 6495 este o galaxie situată în constelația Hercule. A fost descoperită în 11 mai 1864 de către Albert Marth. Se află la o distanță de 40,18 de megaparseci de Pământ.